# John Alexander Mackenzie
John Alexander Mackenzie, britanski general, * 1915, † 1995.